# Ramen 31
Ramen 31 is het adres van een gebouw in de Nederlandse stad Hoorn dat van 1864 tot 1965 in gebruik was als kerkgebouw van de doopsgezinde gemeente. De voormalige kerk is gebouwd in de eclectische stijl.

## Geschiedenis
De eerste steen werd op 15 april 1864 gelegd. Nadat het kerkgenootschap naar het Foreestenhuis was gegaan, werd het gehele pand verbouwd: het plafond werd verlaagd en het orgel werd verwijderd. De voormalige kerk werd eerst verbouwd tot een vleesfabriek van de familie Groot en later betrok winkelketen Action het pand. In 1935 werd ook de achtzijdige toren van de kerk verwijderd.
Het pand is een gemeentelijk monument. De pilasters en de plafondornamenten van bijgaande foto zijn nog aanwezig.

### Orgel
Het kerkorgel was in 1871 gebouwd door orgelbouwer Witte. Het stond voorin de kerk, tegenover de ingang, toen het in 1970 afgebroken werd.

## Zie ook

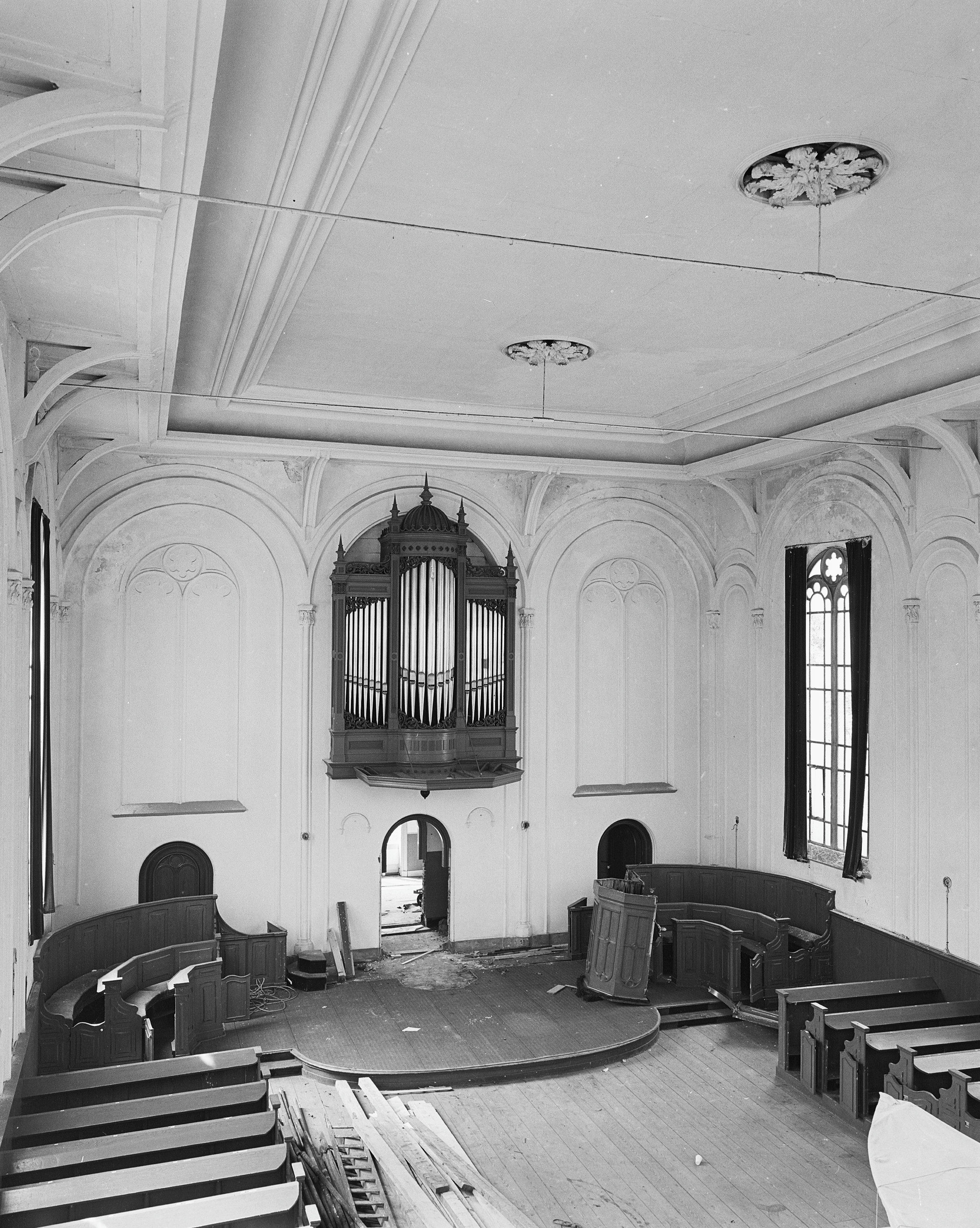
De kerk tijdens de verbouwing tot commercieel pand in 1970